# Diabolus in Musica (banda francesa)
Diabolus in Musica es un grupo francés de música antigua fundado en 1992 por Antoine Guerber. Están especializados en música medieval, desde el canto gregoriano hasta la polifonía del siglo XV. Su repertorio preferido es la música francesa compuesta en los siglos XII y XIII.
El grupo está financiado por las siguientes entidades: el Conseil Régional du Centre, el Conseil Général d'Indre-et-Loire, el DRAC Centre, la Ville de Tours, la SPEDIDAM, la AFAA y la Fondation France Télécom.

## Discografía
Álbumes originales:
- 1992 - Musique en Aquitaine. Musique en Aquitaine au temps d'Aliénor[6] (XIIe s.) Plein Jeu DMP 9105 C.
- 1994 - La Chambre des Dames. Chansons et polyphonies de trouvères (XIIe & XIIIe siècles). Studio SM D2604.
- 1997 - Manuscrit de Tours. Chants de fête du XIIIe siècle. Studio SM D2672.
- 1998 - Vox Sonora. Conduits de l'École de Notre-Dame. Studio SM D2673.
- 1999 - La chanson de Guillaume. Lai, chansons guerrières et politiques 1188-1250. Studio SM D2756.
- 1999 - Missa Magna. Messe à la chapelle papale d'Avignon, XIVe siècle. Studio SM D2819.
- 2000 - Rosarius. Chants religieux en langue d'oïl (XIIIe et XIVe siècles). Studio SM D2886.
- 2002 - Honi soit qui mal y pense!. Polyphonies des chapelles royales anglaises (1328-1410). Alpha022.
- 2003 - Carmina Gallica. Chansons latines du XIIe siècle. Alpha 037.
- 2004 - Guillaume Dufay: Missa Se la face ay pale. Alpha 051.
- 2005 - La Doce Acordance. Chansons de trouvères des XIIe et XIIIe siècles. Alpha 085.
- 2006 - Paris expers Paris. École de Notre-Dame, 1170-1240. Alpha102.
- 2007 - Dufay: Mille Bonjours!. Alpha 116.
- 2009 - Guillaume de Machaut: Messe de Nostre Dame. Alpha 132.
- 2010 - Rose tres bele. Chansons & polyphonies des Dames trouvères. Alpha 156.
- 2011 - Historia Sancti Martini. Office de la Saint-Martin d’hiver (XIIIe siècle). Aeon 1103.
- 2011 - Opera Sacra. Intégrale de l'œuvre sacrée de Johannes Ciconia. Ricercar 316.
- 2012 - Plorer, Gemir, Crier... Hommage à la Voix d'Or de Johannes Ockeghem. Aeon 1226.
- 2014 - Sanctus !. Les saints dans la polyphonie parisienne au XIIIe siècle. Bayard Musique 308 422.
- 2015 - 1515: Oeuvres sacrées de Jean Mouton. Bayard Musique 308 437.
- 2018 - Requiem - Ockeghem, La Rue. Bayard Musique 308 475.2.
- 2021 - Reine du Ciel. Dufay: Missa Ave Regina Celorum. Bayard Musique 308 611.

Álbumes recopilatorios junto con otros grupos:
- 1997 - Voix romanes. Studio SM D 2664.

Otros álbumes:
- 2003 - Pastime with good company 1998-2003. Es un sampler (muestrario) con varios grupos en el que se incluye material nuevo no grabado antes. Alpha 901.